# Šarišská župa (Československo)
Šarišská župa (slovensky Šarišská župa) byla jedna ze žup, jednotek územní správy na Slovensku v rámci prvorepublikového Československa. Byla vytvořena při vzniku Československa z uherské Šarišské župy. Existovala v letech 1918–1922, měla rozlohu 3 647 km² a jejím správním centrem byl Prešov.

## Historický vývoj
Po vyhlášení Martinské deklarace dne 30. října 1918, kterou se Slovensko vydělilo z Uherska a přičlenilo k nově vzniklému Československu, zůstalo slovenské území dočasně rozdělené na administrativní celky vytvořené Uherskem. Jedním z těchto celků byla Šarišská župa, která vznikla z původní uherské Šarišské župy. V čele župy stál vládou jmenovaný župan, který disponoval všemi pravomocemi, zatímco samosprávná funkce župy byla potlačena.
Sídlo župy se nacházelo v Prešově.
Šarišská župa existovala do 31. prosince 1922. K 1. lednu 1923 bylo na Slovensku vytvořeno nové župní zřízení, které bylo původně plánované pro celé Československo, nicméně realizováno bylo pouze právě na Slovensku.

## Geografie
Šarišská župa se nacházela na východním Slovensku, v okolí řek Torysa a Topľa. Na západě a jihozápadě hraničila se Spišskou župou, na jihu s Abauj-turňanskou župou a na východě se Zemplínskou župou. Severní hranici tvořila státní hranice s Polskem.

## Administrativní členění
V roce 1919 se Šarišská župa členila na sedm slúžňovských okresů (Bardejov, Giraltovce, Lemešany, Lipiany, Prešov, Sabinov a Vyšný Svidník) a tři města se zřízeným magistrátem (Bardejov, Prešov a Sabinov), která byla na úrovni okresů.